# Scala di Alexander Skrjabin
La scala di Aleksandr Skrjabin è una scala formata da sei suoni ricavati mediante la sovrapposizione di 4e giuste, 4e eccedenti e 4e diminuite (ad esempio Do - Fa♯ - Si♭ - Mi - La - Re).
Fu utilizzata dal musicista alla ricerca di un "accordo mistico" per il suo "Prometeo". 
Scala di Aleksandr Skrjabin Do:
Do, Re, Mi, Fa♯, La, Si♭
Deriva da un accordo di dominante sulla nota DO con la sesta che ritarda la quinta (ossia LA al posto di SOL) in FA maggiore:  Do Si♭ Mi La. È un accordo particolarmente utilizzato da Chopin.
L'aggiunta del tritono Fa♯ come nota grave è una cifra stilistica di Skrjabin: Fa♯ Do Si♭ Mi La. Tale aggiunta deriva da una sostituzione di tritono che inverte le funzioni delle note Si♭ e Mi portandole da (settima - terza)  a  (terza - settima) ossia:
- il SI♭         è  la settima   del DO
- il MI          è  la terza     del DO

- il MI          è  la settima   del FA♯
- il SI♭ (o LA♯) è  la terza     del FA♯

Quindi la contemporanea presenza del Fa♯ e del Do rende ambigua l'identificazione delle note Mi-Si♭. Il Re non è altro che la stessa sesta che ritarda la quinta vista sopra (Chopin) considerata a partire dal Fa♯.
Oggigiorno questa scala è molto più largamente conosciuta come "scala Lidia dominante", che a sua volta può essere vista come il quarto modo della scala minore melodica. 